# LE-K/1
LE-K/1 (zkratka K1) je odrůda révy, speciálně vyšlechtěná jako podnož, interspecifický kříženec (též hybridní odrůda, mezidruhové křížení, PiWi odrůda) (Schwarzmann × Ortlíbské žluté) × Svatovavřinecké. Podnož byla vyšlechtěna v České republice, v Lednici na Moravě.
Schwarzmann je podnožová odrůda révy, interspecifický kříženec dvou amerických druhů révy Vitis riparia a Vitis rupestris, vyšlechtěný roku 1891, soukromým šlechtitelem Františkem Schwarzmannem v Bzenci na Moravě. Jedná se o první českou podnožovou odrůdu. Růst je středně bujný, naštěpované odrůdy na ni rostou středně bujně až slaběji. Zakořeňuje poměrně hluboce. Afinita k odrůdám původu Vitis vinifera je dobrá. Je vhodná zejména pro bujněji rostoucí odrůdy Tramín červený, Neuburské, Sauvignon, Ryzlink rýnský, Rulandské modré, Frankovka aj. Odolnost vůči mrazu je dobrá, vůči houbovým chorobám, suchu a révokazu je odrůda též dobře odolná. Je vhodná zejména pro půdy hlinité, lehčí a dobře záhřevné, ale dobře roste i na půdách písčitých. Nesnáší půdy zasolené, nelze ji použít na půdách vápenitých, snáší pouze přibližně do 10 % aktivního Ca v půdě. Podnož je vhodná pro nízká a střední vedení. Dnes je využívána pouze lokálně, v okolí Bzence. Není zapsána ve Státní odrůdové knize České republiky.
Ortlíbské žluté (dle VIVC Knipperlé) je raná moštová odrůda révy vinné pocházející z Alsaska, dle genetických výzkumů z roku 1998 spontánní kříženec odrůd Pinot a Gouais blanc. Byla v Alsasku značně rozšířená až do konce 19. století, před révokazovou kalamitou. Zásluhu na jejím šíření měl od roku 1756 školkař Johann Michael Ortlieb z Reichensweru (Riquewihr), po kterém také nese svůj častý synonymní název. Pro svou nízkou odolnost a proto i kolísavé výnosy je nyní před vymizením, najdeme ji vzácně v Alsasku, v Německu a v Jižním Tyrolsku, je sice například připuštěnou součástí cuvée vín AOC Alsace, ale byla zde pěstována roku 2006 pouze na 0,2 ha. Dávala jednodušší, měkčí a pitelná, aromatická vína odrůdového charakteru s vyšším alkoholem, extraktívní, s nižší aciditou, proto byla často užívána do cuvée pro snížení kyselosti.

## Popis
Podnožová odrůda révy LE-K/1 je dvoudomá dřevitá pnoucí liána, dorůstající v kultuře až několika metrů. Kmen tloušťky až několik centimetrů je pokryt světlou borkou, která se loupe v pruzích. Úponky révy umožňují této rostlině pnout se po pevných předmětech. Růst v podnožové vinici je velmi bujný.
List je středně velký až velký, hladký, tří- až pětilaločnatý s mělkými výkroji, řapíkový výkroj je lyrovitý, otevřený, žilnatina v okolí řapíku je nafialovělá.
Květenství je řídké. Jednopohlavní (gynoidní) pětičetné květy v hroznovitých květenstvích jsou žlutozelené, potřebují k opylení pyl z jiných odrůd.

## Původ a rozšíření
LE-K/1 je odrůda révy, speciálně vyšlechtěná jako podnož, interspecifický kříženec odrůd Schwarzmann × Ortlíbské žluté) × Svatovavřinecké. Podnož byla vyšlechtěna v České republice, v Lednici na Moravě, ve spolupráci šlechtitelů Prof. Viléma Krause a Ing. Václava Křivánka.
Do Státní odrůdové knihy České republiky byla odrůda zapsána roku 1979. V ČR byla roku 2010 vysazena na 0,6 ha podnožových vinic, které byly průměrného stáří 20 let. Udržovatelem odrůdy v ČR je Ampelos - Šlechtitelská stanice vinařská Znojmo. Název odrůdy byl původně pracovním názvem odrůdy, místy používaným synonymem je LE K 1.

## Pěstování
Výnos řízků v podnožové vinici je vysoký. Růst je velmi bujný, naštěpované odrůdy na ni rostou bujně až středně bujně. Zakořeňování je dobré. Odrůda vyzrává poměrně brzy a tím podporuje zrání hroznů a vyzrávání dřeva. Vytváří bohatý zával kalusového dřeva. Odolnost vůči mrazu je většinou dobrá, vůči suchu střední až vyšší, odolnost vůči révokazu je nižší, proti plísni révové (Plasmopara viticola) je odolná, proti padlí révovému (Uncinula necator) středně odolná. Podnož je používána spíše pro vysoká vedení.

### Půdy
Roste dobře i v horších půdních podmínkách, snáší sucho, ale nelze ji použít na půdách vápenitých, snáší pouze přibližně do 7 % aktivního Ca v půdě. Je vhodná zejména pro půdy písčité, štěrkovité a kamenité.

### Využití
Afinita k odrůdám Vitis vinifera je dobrá, nedostatkem je nižší odolnost vůči révokazu, proto by se měla používat zejména na písčitých a štěrkovitých půdách, díky dobré odolnosti vůči suchu v horní části svahů. Je vhodná pro plodné odrůdy a odrůdy s velkým hroznem, například Veltlínské zelené, Müller Thurgau, Ryzlink rýnský, André, Frankovka, Svatovavřinecké, Zweigeltrebe, dobře na ni plodí i Ryzlink vlašský.

### Multimédia
- Ing. Radek Sotolář : Multimediální atlas podnožových, moštových a stolních odrůd révy, Mendelova zemědělská a lesnická universita Brno, zahradnická fakulta v Lednici
- Martin Šimek : Encyklopédie všemožnejch odrůd révy vinné z celýho světa s přihlédnutím k těm, co již ouplně vymizely, 2008-2012